# Yaylaköy, Karaburun
Yayla là một xã thuộc huyện Karaburun, tỉnh İzmir, Thổ Nhĩ Kỳ. Dân số thời điểm năm 2010 là 110 người.